# بارد بما فيه الكفاية للثلج
بارد بما يكفي للثلج هي رواية صدرت عام 2022 للكاتبة جيسيكا أو. فازت بجائزة رئيس الوزراء الأدبية للرواية لعام 2023  وجائزة رئيس الوزراء الفيكتوري الأدبية في فئتي الخيال والفئات العامة.   كما أدرجت أيضًا في القائمة المختصرة لجائزة مايلز فرانكلين لعام 2023. 

## الحبكة
تدور أحداث الرواية أم وابنتها لم تذكر اسميهما وتعيشان في مدينتين مختلفتين في بلد غربي لم يذكر اسمه ولم يروا بعضهما البعض منذ عدة سنوات. تقوم الابنة بترتيب لقاء لهما في طوكيو والسفر عبر اليابان، وفقًا لجدول أعمالها المخطط بعناية. والدتها التي كانت مترددة في البداية، لم تأتي إلا بعد أن دفعت ابنتها. وفي اليابان، يقومون بزيارة المعارض الفنية والمتنزهات والمحلات التجارية والمعابد والكنائس ومحلات الشاي، ويتقاسمون وجبات الطعام في المطاعم الصغيرة.
تروي الابنة كل شيء عن أحوالها لأمها، بينما الأم لا تخبرها إلا بأشياء بسيطة. يأتي العنوان من سؤال طرحته الأم قبل الرحلة لأنها لم تر الثلج من قبل.
هناك ذكريات الماضي العرضية التي تتذكر فيها الراوية أختها الغائبة وعائلتها، وعمها المتوفى في هونغ كونغ وعشيقها لوري الذي رافقها في رحلتها السابقة إلى اليابان. تتذكر القصة التي رويت لها عدة مرات عندما كانت طفلة عن علاقة الحب التي عاشها عمها عندما كان شابًا، ولكن عندما تسأل عائلتها عنها، لم تتذكر أختها ولا والدتها القصة.
في بعض الأحيان لا تشارك الأم بشكل كامل في خطط ابنتها. تنتظر خارج المعرض بينما تدخل ابنتها ولا تحضر أحذية المشي لمسافات طويلة حتى لا تتمكن من المشي في الجبل. وبدلاً من تغيير خططها تسافر الابنة بالقطار إلى بلدة مجاورة ثم تعود سيرًا على الأقدام نحو والدتها.
وفي لحظةٍ ما تختفي الأم. عندما تسأل الابنة صاحب الفندق عن مكان والدتها، يدعي صاحب الفندق أن الابنة كانت تقيم بمفردها. "عندما ظهرت أمي أخيرًا، ربما كانت مجرد شبح. لقد جاءت بسترتها المنتفخة مغلقة بسحاب حتى ذقنها، وفي هواء الليل البارد خرجت أنفاسها في سحابة صغيرة، مثل روح صغيرة تغادر" ( ص 90).

## الاستقبال

### التعليقات
لاقت رواية البرد بما فيه الكفاية للثلج استحسان النُقاد بشكلٍ عام، بما في ذلك المراجعات المميزة بنجمة من تقييمات كيركس، الذي وصفه بأنه "كتاب تمت ملاحظته بشكل جميل، مكتوب بنثر دقيق وأنيق يحتوي على ثروة من المشاعر العميقة." 
في مراجعة إيجابية للغاية، أشار توبياس جراي الذي يكتب لمجلة نيويورك تايمز بوك ريفيو إلى أن رواية أوو، المكتوبة دون أي فواصل للفصول، تستخدم ببراعة تيار الوعي لاستكشاف إرث السمات العائلية الموروثة وصعوبة الانفصال.  قارن جراي الطريقة التي تقوم بها أوو بضخ أوصافا واقعية مع القلق الوجودي لألبير كامو.  ناقشت كلير مسعود من مجلة هاربر بالمثل أسلوب كتابة أوو وتأثيره: "إن فحوى السرد بالكاد مفعم بالحيوية. ومع ذلك ، فإن التأثير هو الهدوء اللطيف لتساقط الثلوج ، بدلاً من البرود القاتل للجليد. ... تتسم رواية أوو ببساطة حيث تنسج أسئلة عميقة حول الهوية والوجود في نسيج التفاهة اليومية ... لا توجد أجداث كثيرة في رواية أوو... ولكن مع ذلك تنقل المشاعر والذكريات والأفكار المهمة بشكل هادف. ما يهم تطمئننا الرواية لكةنها متشابكة باستمرار مع الحياة اليومية، تمامًا كما يمكن أن يتعايش الاغتراب والرعاية الرقيقة في نفس اللحظة. قالت بايا سيمونز من صحيفة فايننشال تايمز: "نثر أوو دقيق ومحبب... وهذا يجعل عدم الدقة العرضية - التبديل غير المبرر في الموضوع، والتشبيه الذي لا يصل إلى الأرض - يشعر بالانكماش وخيبة الأمل حتى. علاوة على ذلك ، فإن أسلوبها في السرد الوثيق والافتقار إلى الحوار يثيران إحساسا برهاب الأماكن المغلقة: ما الذي لا يقال؟ كتب  فراي من صحيفة سيدني مورنينغ هيرالد: "تكمن إحدى المنعطفات الرائعة في الرواية في مدى دقة وواقعية سردها للأحداث التي - كما ندرك - ليست سوى أي شيء ... هناك ونشعر أيضًا أنه بينما تنمي أو صوتها - صوت لا يمكن أن ينتمي إلى أي شخص آخر. صوت يبدو أنها حجبته عنا حتى الآن إن لم يكن هي نفسها - سنرى الظهور الكامل لموهبتها.

قدمت بابليشرز ويكلي مراجعة مختلطة قائلة: "سيجد بعض القراء أن صبرهم قد نفد من أحداث طوكيو الغامضة، لكن أوو تستحضر بشكل رائع الماضي الغامض للعائلة، وتكون في أفضل حالاتها عندما تطوي وجهات نظر أفراد الأسرة الآخرين. وبمجرد إجراء أن يمسك هذا التحقيق والنص المفاجئ، فإنه يترك القارئ مع أسئلة عالقة.  عرضت صحيفة الأيرلندية تايمز أيضًا مراجعة مختلطة قائلة:
بارد بما فيه الكفاية للثلج هو مجلد غريب ونحيف مكتوب بنثر لطيف ورشيق في بعض الأحيان... هناك جانب سادي للشخصية الرئيسية، كما أن سعيها الدؤوب إلى الكمال أمر مرهق ... بشكل عام، مع مثل هذا الراوي غير الموثوق به يكون القارئ مفتونًا على الأقل بوجهة نظره أو بالقصة نفسها. لسوء الحظ على الرغم من أن مزيج هذه الشخصية من الوعي الذاتي المتزايد والنسيان التام أمر مثير للفضول، إلا أنه ليس مثيرًا للاهتمام بدرجة كافية لتحمل الأحداث غير الواردة في الكتاب. غالبًا ما تكون مبتذلة إلى حد الكليشيهات ... على الرغم من لحظات الجمال، فإن أكثر ما يمكن قوله بصدق عن رواية بارد بما فيه الكفاية للثلج هو أنه غير مؤذٍ. قد يناسب بعض القراء.. بينما يغادر بسرعة عقول الآخرين. على الرغم من أنها تحسنت عند إعادة القراءة، إلا أنها في النهاية تم التقليل من شأنها لدرجة أنها تركتني غير متأكد مما إذا كانت كتابات جيسيكا أو كانت دقيقة إلى درجة العبقرية أو مملة قليلاً. 

### الجوائز والتكريمات
أدرجت مجلة نيويوركر رواية بارد بما فيه الكفاية للثلج في قائمتها لأفضل الكتب لعام 2022.  أدرجتها صحيفة الغارديان في قائمتها لأفضل 25 كتابًا أستراليًا لعام 2022  صنفته صحيفة يوميا كواحد من أفضل ثمانية كتب لعام 2022 
| سنة  | جائزة                                              | نتيجة            | المرجع.              |
| ---- | -------------------------------------------------- | ---------------- | -------------------- |
| 2020 | [[{{{1}}}\|{{{1}}}]] [[:en:{{{1}}}\|[الإنجليزية]]] | الفائز           | [ 14 ] [ 15 ]        |
| 2022 | جائزة كوينزلاند الأدبية للخيال                     | القائمة المختصرة | [ 16 ]               |
| 2022 | جائزة القراءات للرواية                             | الفائز           | [ 17 ] [ 18 ]        |
| 2022 | جائزة كتاب العمر لهذا العام للخيال                 | القائمة المختصرة | [ 19 ] [ 20 ]        |
| 2023 | [[{{{1}}}\|{{{1}}}]] [[:en:{{{1}}}\|[الإنجليزية]]] | قائمة طويلة      | [ 21 ] [ 22 ]        |
| 2023 | جائزة دبلن الأدبية الدولية                         | قائمة طويلة      | [ 23 ]               |
| 2023 | جائزة رئيس الوزراء الفيكتوري للرواية               | الفائز           | [ 24 ] [ 25 ]        |
| 2023 | جائزة فيكتوريا للأدب : بشكل عام                    | الفائز           | [ 26 ] [ 27 ] [ 25 ] |
| 2023 | جائزة رئيس الوزراء الأدبية للرواية                 | الفائز           | [ 28 ]               |

## الروابط الخارجية
- مقابلة مع بومب